# مصمم إنتاج

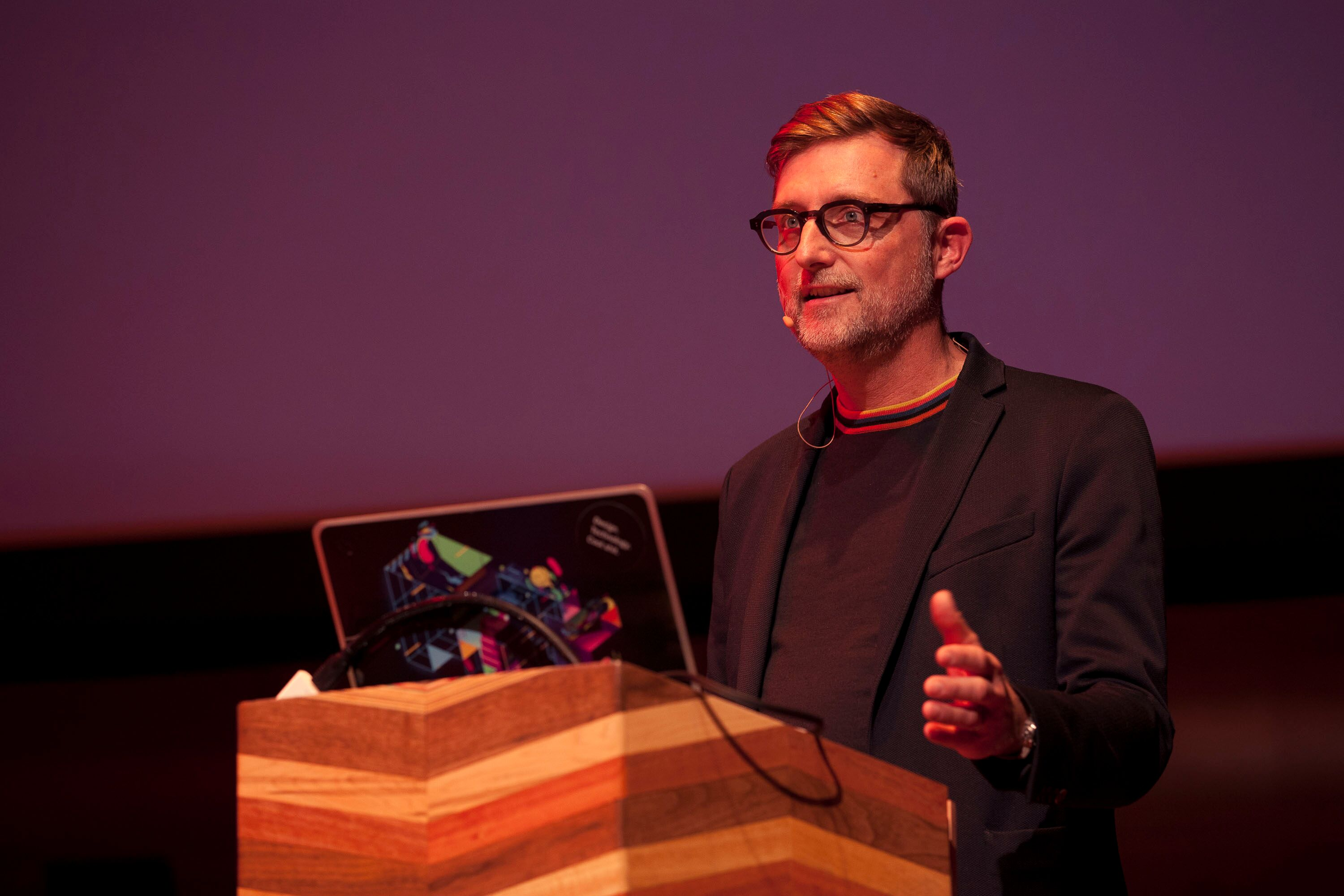
مصمم الإنتاج فرانسوا أودوي يتحدث في مؤتمر كامب 2019 في كالجاري، ألبرتا، كندا

في السينما والتلفزيون، يكون مصمم الإنتاج هو الشخص المسؤول عن المظهر المرئي العام للإنتاج. لمصممي الإنتاج دور إبداعي رئيسي في إنشاء الصور المتحركة والتلفزيون. من خلال العمل مباشرة مع المخرج والمصور السينمائي والمنتج، حيث يجب عليهم تحديد الإعدادات والأسلوب لسرد القصة بصريًا. مصطلح مصمم الإنتاج أو "production designer" بالإنجليزية صاغه ويليام كاميرون مينزيس بينما كان يعمل على فلم ذهب مع الريح. في السابق (وفي كثير من الأحيان لاحقًا) كان الشخص الذي يحمل نفس المسؤوليات يُسمى بالمخرج الفني.  يوصف أحيانًا ذلك النوع من التصميم أيضًا بتصميم المشاهد، أو تصميم الديكور والمكان.

## الجمعيات والمنظمات التجارية
في الولايات المتحدة وكولومبيا البريطانية، يتم تمثيل مصممي الإنتاج من قبل التحالف الدولي لموظفي المسرح المسرحي المحلي 800،  نقابة مديري الفنون. يجب أن يطلب المنتج اعتماد ائتمان لتصميم الإنتاج، وذلك قبل الانتهاء من التصوير، وتقديمه إلى مجلس إدارة نقابة مديري الفنون للموافقة على الائتمان. في بقية كندا، يتم تمثيل مصممي الإنتاج من قبل نقابة مديري كندا. أما في المملكة المتحدة، فيتم تمثيل أعضاء قسم الفنون في نقابة مصممي الأفلام البريطانيين غير النقابيين الذين يحملون جوائز سنوية للاحتفال بعمل أعضائها.